# Stazione di Casella Deposito
La stazione di Casella Deposito è una stazione ferroviaria della ferrovia Genova-Casella, gestita dall'Azienda Mobilità e Trasporti di Genova. Si trova nel territorio comunale di Casella, nella città metropolitana di Genova.
La stazione è aperta al servizio viaggiatori e utilizzata anche come deposito per i convogli, sia in corso di utilizzo che storici. Fra gli anni 2010 e 2020 la stazione è stata oggetto di lavori di ristrutturazione e aggiornamento.
La stazione è situata a un'altitudine di 408 metri sul livello del mare.

## Storia
La stazione fu il capolinea della ferrovia Genova-Casella fino al 1953, anno in cui venne inaugurato il prolungamento in regresso, comprensivo dell'attraversamento del torrente Scrivia, che la collega alla stazione di Casella Paese, attuale capolinea; dal 1953, pertanto, i treni invertono il senso di marcia a Casella Deposito, di conseguenza la fermata viene effettuata sempre, a differenza delle altre fermate intermedie della linea, che sono a richiesta.
Il tronco da Casella Deposito a Casella Paese fu in sede stradale fino al 1980, anno in cui venne portato in sede propria a seguito della costruzione del nuovo ponte sullo Scrivia, con lo spostamento dei binari sul lato opposto del fabbricato viaggiatori della stazione capolinea.

## Strutture e impianti
La stazione conta due binari di manovra, tre tronchi, le diramazioni per Genova/Casella e raccordi con sei binari per il deposito e per il torrente Scrivia (non più in uso).
La stazione dispone di banchina per i viaggiatori e di un deposito ferroviario con officina.

## Movimento
L'impianto è interessato principalmente da movimenti di manovra dei convogli; è attivo anche per il servizio viaggiatori, anche se esso, dal 1953, gravita soprattutto sulla stazione, più centrale, di Casella Paese.